# New Japan Pro Wrestling: Tōhkon Road Brave Spirits
New Japan Pro Wrestling: Tōhkon Road Brave Spirits (新日本プロレスリング闘魂炎導, Shin Nihon Pro Wrestling Toukon Honoo: Brave Spirits) est un jeu vidéo de catch sorti en 1998 sur Nintendo 64 uniquement au Japon. Le jeu a été développé par Yuke's et édité par Hudson Soft.
Le jeu est basé sur le New Japan Pro Wrestling. Le jeu a eu une suite, New Japan Pro Wrestling: Tōhkon Road Brave Spirits 2: The Next Generation.